# Monorotaia di Tokyo
La Monorotaia di Tokyo (東京モノレール?, Tōkyō Monorēru) è una monorotaia del tipo ferrovia a sella che collega l'aeroporto di Tokyo-Haneda di Ōta (Tokyo), Giappone alla Stazione di Hamamatsuchō nel quartiere Minato di Tokyo. I convogli corrono su una linea sopraelevata lungo la costa della Baia di Tokyo. Un viaggio di sola andata dall'aeroporto ad Hamamatsuchō (e viceversa) costa 470 ¥.

## Storia

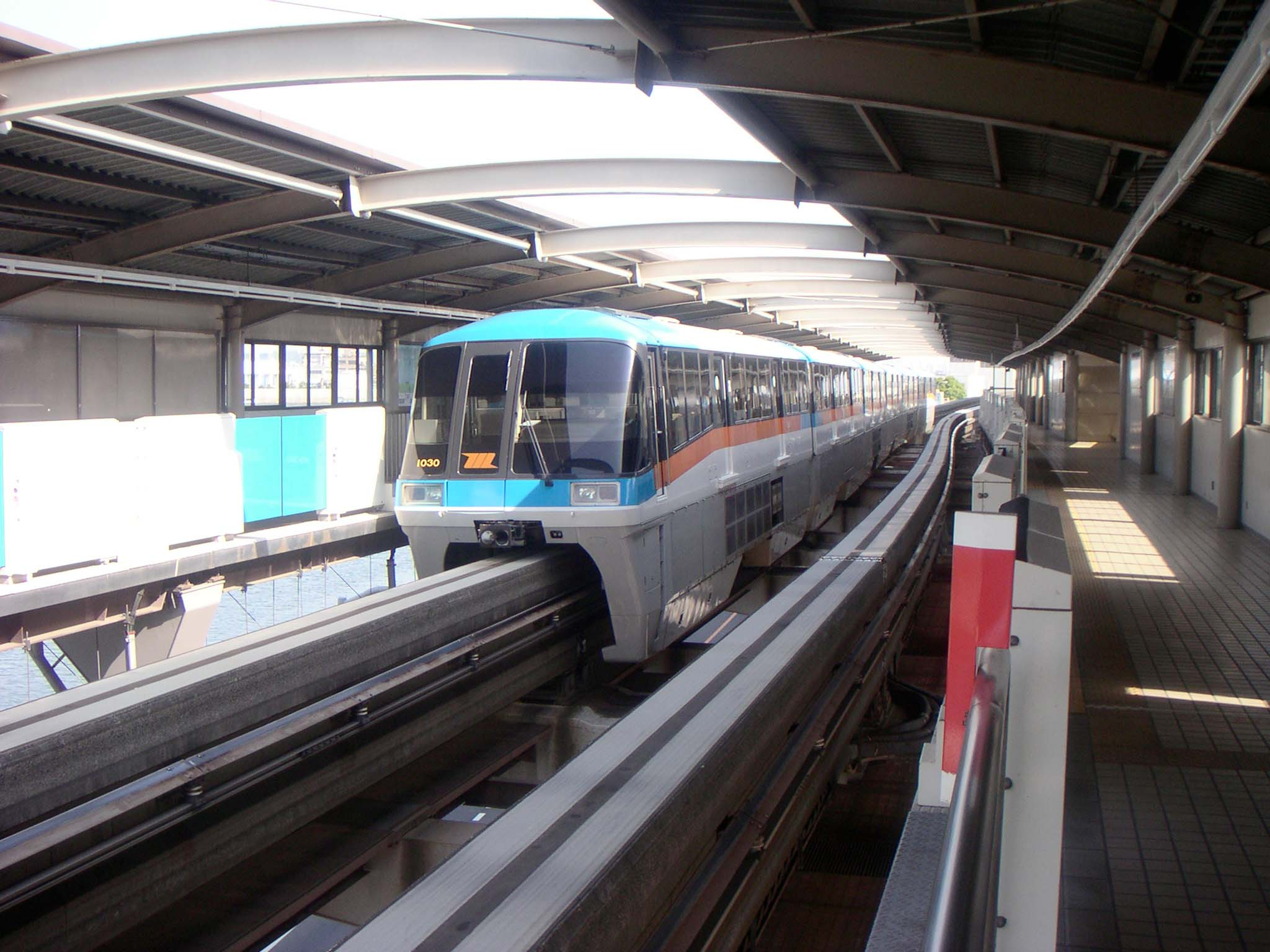
Monorotaia alla stazione di Seibijō

La monorotaia aprì nel 1964 in occasione delle Olimpiadi 1964. Costruita dalla Hitachi, le prime vetture furono costruite in Giappone con la collaborazione dell'azienda tedesca ALWEG (che aveva costruito anche quelli in uso nella Seattle Center Monorail e nei parchi Disney). Le vetture furono rinnovate negli anni 1969, 1977, 1982 e nel 1989.
In origine la monorotaia non aveva fermate intermedie e connetteva unicamente Hamamatsuchō all'aeroporto. La prima stazione lungo il tragitto fu quella di Ōi che venne inaugurata nel 1965 seguita da quella di Seibijō nel 1967.
Attualmente attraversa nove stazioni e trasporta circa 127.000 passeggeri ogni giorno. Il primo treno parte alle 5:30 e l'ultimo a mezzanotte, nel corso della giornata oltre 500 treni la percorrono.
È una delle monorotaie più usate e di maggior profitto del mondo, il 24 gennaio 2007 ha festeggiato il miliardo e mezzo di utenti.
La monorotaia è posseduta e gestita dalla Tokyo Monorail Co., Ltd. (東京モノレール株式会社?, Tōkyō Monorēru Kabushiki-gaisha). La East Japan Railway Company comprò una parte della società nel 2002, e attualmente ne possiede il 70%; il resto è di proprietà della Hitachi (12%), Japan Airlines (9%) e All Nippon Airways (9%).

### Futuro

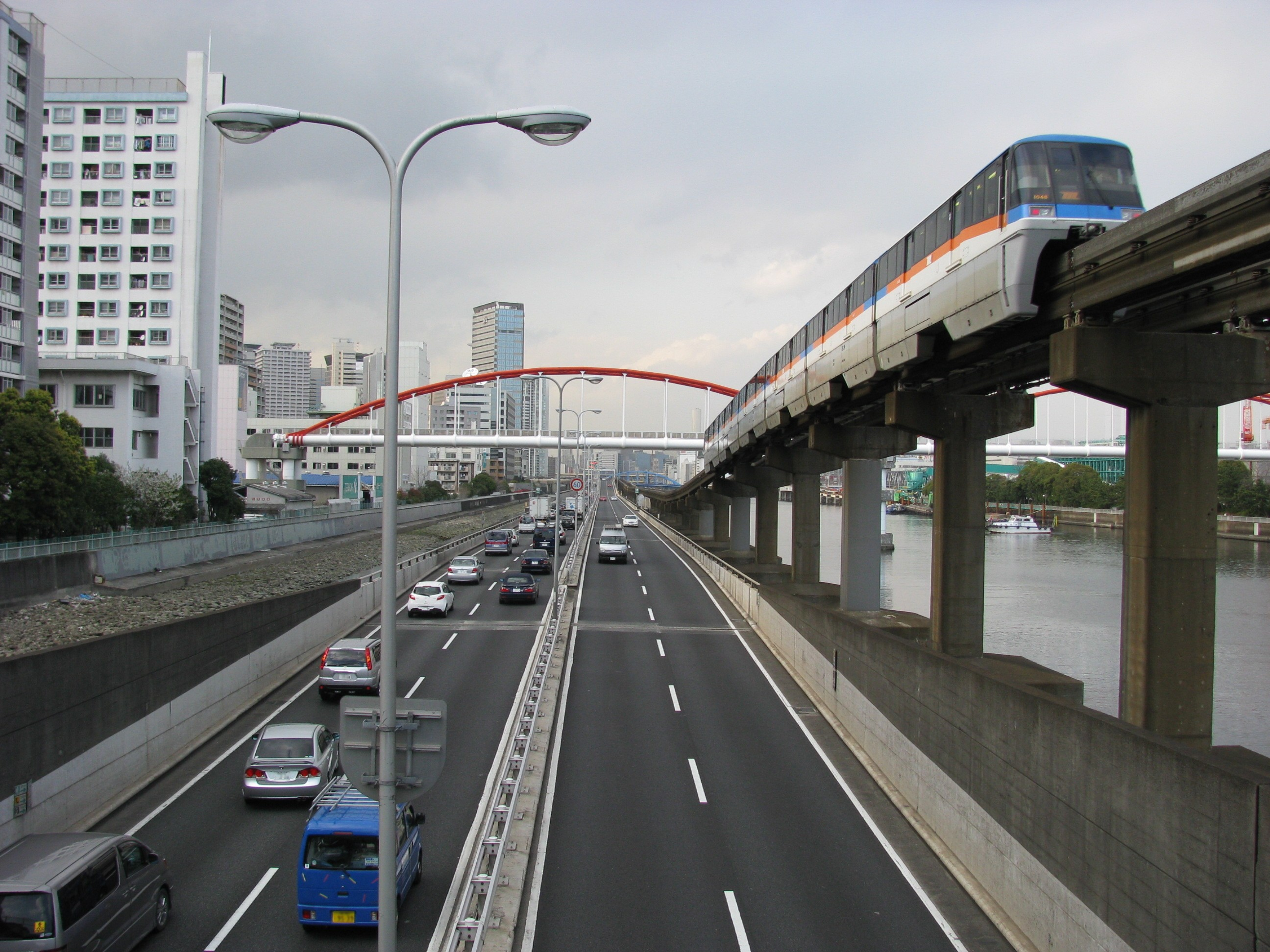
Un convoglio ritratto in piena corsa sopra un viadotto

La Tokyo Monorail Co., Ltd. ha presentato una domanda per il raddoppio dei binari nei pressi della stazione di Hamamatsuchō, che permetterebbe di aumentare la capacità della linea. È inoltre prevista un'estensione alla stazione di Shimbashi.

## Caratteristiche
I treni a 6 carrozze (serie 1000 e 2000) possono viaggiare a una velocità di circa 80 km/h e comprese le fermate, la velocità media è di 45 km/h. Ogni carrozza ha una combinazione di sedili rivolti all'interno, verso l'esterno e affacciati, nonché un grande spazio per i bagagli. I treni vengono mantenuti al deposito di Shōwajima durante le ore di chiusura.
La monorotaia inizialmente fu una delle poche reti ad accettare la carta Suica della JR East, mentre ora è interamente integrata anche con la carta PASMO
, inoltre è possibile usufruire anche del Japan Rail Pass (All Japan). La prima partenza verso l'aeroporto è alle 4:58, mentre l'ultima è alle 00:01. Al contrario, dall'aeroporto verso Hamamatsuchō, il primo treno è alle 05:11 mentre l'ultimo alle 00:05.
La linea ha la particolarità di avere tre stazioni sotterranee a partire dal capolinea dell'aeroporto, elemento alquanto raro per una monorotaia. 

## Percorso
Legenda:

● Ferma in questa stazione

｜ Non ferma in questa stazione
I treni locali fermano in tutte le stazioni.
| Nome                        | Giapponese         | Distanza interstazione | Distanza dal capolinea | rapido 区間快速 | Airport Express 空港快速 | Collegamenti                                                                      | Posizione |
| --------------------------- | ------------------ | ---------------------- | ---------------------- | --------------- | ------------------------ | --------------------------------------------------------------------------------- | --------- |
| Hamamatsuchō                | 浜松町             | -                      | 0.0                    | ●               | ●                        | ■ Linea Keihin-Tōhoku ■ Linea Yamanote Linea Asakusa (Daimon) Linea Ōedo (Daimon) | Minato    |
| Tennōzu Isle                | 天王洲アイル       | 4.0                    | 4.0                    | ●               | ｜                       | ■ Linea Rinkai                                                                    | Shinagawa |
| Ōi Keibajō-mae              | 大井競馬場前       | 3.1                    | 7.1                    | ●               | ｜                       |                                                                                   | Shinagawa |
| Ryūtsū Center               | 流通センター       | 1.6                    | 8.7                    | ●               | ｜                       |                                                                                   | Ōta       |
| Shōwajima                   | 昭和島             | 1.2                    | 9.9                    | ｜              | ｜                       |                                                                                   | Ōta       |
| Seibijō                     | 整備場             | 1.9                    | 11.8                   | ｜              | ｜                       |                                                                                   | Ōta       |
| Tenkūbashi                  | 天空橋             | 0.8                    | 12.6                   | ｜              | ｜                       | ■ Linea Keikyū Aeroporto                                                          | Ōta       |
| Haneda T. internazionale    | 羽田空港国際線ビル | 1.4                    | 14.0                   | ●               | ●                        | ■ Linea Keikyū Aeroporto                                                          | Ōta       |
| Shin-Seibijō                | 新整備場           | 2.1                    | 16.1                   | ｜              | ｜                       |                                                                                   | Ōta       |
| Aeroporto Haneda Terminal 1 | 羽田空港第1ビル    | 0.8                    | 16.9                   | ●               | ●                        | ■ Linea Keikyū Aeroporto                                                          | Ōta       |
| Aeroporto Haneda Terminal 2 | 羽田空港第2ビル    | 0.9                    | 17.8                   | ●               | ●                        | ■ Linea Keikyū Aeroporto                                                          | Ōta       |